# Heinz-Ulrich Walther
Heinz-Ulrich Walther (ur. 11 marca 1943 w Stendal) – niemiecki łyżwiarz figurowy, startujący w parach sportowych z żoną Heidemarie Steiner. Uczestnik igrzysk olimpijskich (1964, 1968), brązowy medalista mistrzostw świata (1970), trzykrotny brązowy medalista mistrzostw Europy (1967, 1968, 1970) oraz 5-krotny mistrz NRD.
W 1969 roku ożenił się ze swoją partnerką sportową Heidemarie Steiner. Następnie po zakończeniu kariery łyżwiarskiej w 1970 roku studiował medycynę i pracował jako ortopeda w szpitalu klinicznym Charité w Berlinie. Był także międzynarodowym sędzią łyżwiarstwa figurowego i kontrolerem technicznym Międzynarodowej Unii Łyżwiarskiej (ISU).

## Osiągnięcia

### Z Heidemarie Steiner

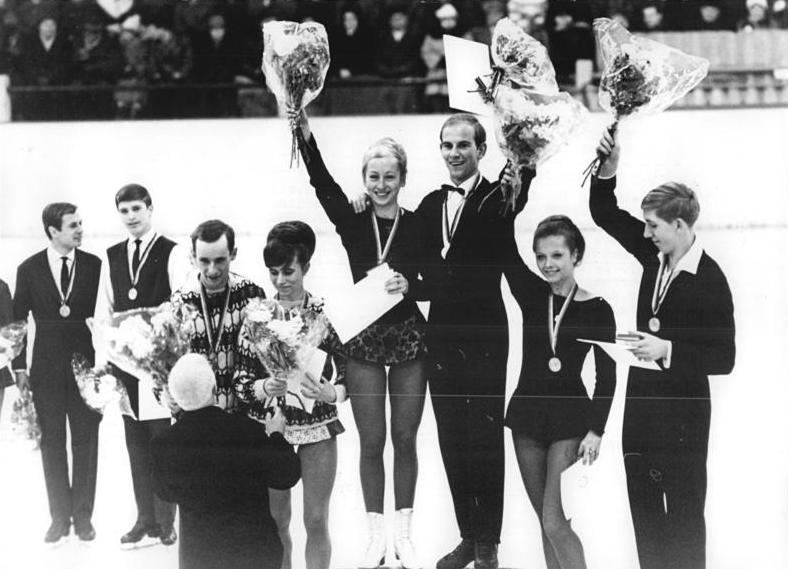
Steiner / Walther na najwyższym stopniu podium mistrzostw NRD 1966 w Karl-Marx-Stadt.

| Zawody               | 65–66          | 66–67          | 67–68          | 68–69          | 69–70          |                |                |                |                |                |                |                |                |                |                |                |                |
| Międzynarodowe       | Międzynarodowe | Międzynarodowe | Międzynarodowe | Międzynarodowe | Międzynarodowe | Międzynarodowe | Międzynarodowe | Międzynarodowe | Międzynarodowe | Międzynarodowe | Międzynarodowe | Międzynarodowe | Międzynarodowe | Międzynarodowe | Międzynarodowe | Międzynarodowe | Międzynarodowe |
| -------------------- | -------------- | -------------- | -------------- | -------------- | -------------- | -------------- | -------------- | -------------- | -------------- | -------------- | -------------- | -------------- | -------------- | -------------- | -------------- | -------------- | -------------- |
| Igrzyska olimpijskie |                |                | 4              |                |                |                |                |                |                |                |                |                |                |                |                |                |                |
| Mistrzostwa świata   | 9              | 5              | 5              | 5              | 3              |                |                |                |                |                |                |                |                |                |                |                |                |
| Mistrzostwa Europy   | 8              | 3              | 3              | 4              | 3              |                |                |                |                |                |                |                |                |                |                |                |                |
| Prague Skate         |                | 3              |                |                |                |                |                |                |                |                |                |                |                |                |                |                |                |
| Krajowe              |                |                |                |                |                |                |                |                |                |                |                |                |                |                |                |                |                |
| Mistrzostwa NRD      | 1              | 1              | 2              | 1              | 1              |                |                |                |                |                |                |                |                |                |                |                |                |

### Z Brigitte Wokoeck
| Zawody               | 59–60          | 60–61          | 61–62          | 62–63          | 63–64          |                |                |                |                |                |                |                |                |                |                |                |                |
| Międzynarodowe       | Międzynarodowe | Międzynarodowe | Międzynarodowe | Międzynarodowe | Międzynarodowe | Międzynarodowe | Międzynarodowe | Międzynarodowe | Międzynarodowe | Międzynarodowe | Międzynarodowe | Międzynarodowe | Międzynarodowe | Międzynarodowe | Międzynarodowe | Międzynarodowe | Międzynarodowe |
| -------------------- | -------------- | -------------- | -------------- | -------------- | -------------- | -------------- | -------------- | -------------- | -------------- | -------------- | -------------- | -------------- | -------------- | -------------- | -------------- | -------------- | -------------- |
| Igrzyska olimpijskie |                |                |                |                | 11             |                |                |                |                |                |                |                |                |                |                |                |                |
| Mistrzostwa Europy   |                |                | 6              | 8              |                |                |                |                |                |                |                |                |                |                |                |                |                |
| Blue Swords          |                |                |                |                | 1              |                |                |                |                |                |                |                |                |                |                |                |                |
| Krajowe              |                |                |                |                |                |                |                |                |                |                |                |                |                |                |                |                |                |
| Mistrzostwa NRD      | 3              |                | 1              | 3              | 1              |                |                |                |                |                |                |                |                |                |                |                |                |